# Сусуманський район
Сусума́нський райо́н (рос. Сусуманский район) — муніципальне утворення Магаданської області. Адміністративний центр — місто Сусуман.

## Географія
Район розташований на північному заході області. Межує на заході і півночі з Республікою Саха, на півдні — з Тенькинським районом, на сході — з Ягоднинським, на південному заході — з Хабаровським краєм. Площа району — 46,8 тис. км². Район розташовується в межах зони багаторічної мерзлоти. Клімат різко континентальний, холодний, зими дуже морозні, тривають з жовтня по квітень.

## Історія
Сусуманський район був виділений зі Середньоканського району Хабаровського краю 2 грудня 1953 року. У складі Магаданської області район утворений 3 грудня 1953 року.

## Населення
Чисельність населення за роками:
| 1989   | 2002   | 2010  | 2014  |
| ------ | ------ | ----- | ----- |
| 47 950 | 14 022 | 9 015 | 8 080 |

За даними перепису населення 2010 року на території селища проживало 9 015 осіб. Частка чоловіків у населенні складала 52,4% або 4723 особи, жінок — 47,6% або 4292 особи.

## Адміністративний устрій
До складу району входять 3 міських і 1 сільське поселення, які об'єднують 6 населених пунктів:
| № | Муніципальне утворення              | Центр                   | Населення МУ, осіб | Населені пункти |
| - | ----------------------------------- | ----------------------- | ------------------ | --------------- |
| 1 | Міське поселення «місто Сусуман»    | м. Сусуман              | 5855               | —               |
| 2 | Міське поселення «селище Мяунджа»   | с-ще Мяунджа (1663 ос.) | 1784               | с-ще Кедровий   |
| 3 | Міське поселення «селище Холодний»  | с-ще Холодний           | 1062               | —               |
| 4 | Сільське поселення «селище Широкий» | с-ще Широкий            | 96                 | с-ще Ударник    |

Закинуті селища: Каменисте, Кадикчан, Усть-Хакчан, Аркагала, Буркандья, Мальдяк, Белічан, Більшовик, Нексікан, Контрандья, Озерне, Кеменджа.